# Novák Sándor (színművész)

Novák Sándor (Esztergom, 1820. március 18. – Székesfehérvár, 1882. február 25.) színész, színigazgató, karmester. 

## Életútja
Előbb kispap volt, majd 1840-41-ben orvosnövendék, azután kardalos a Nemzeti Színházban. 1843-ban Marosvásárhelyen szerepelt, Kilényi Dávid társulatában, de fellépetg operákban is, mint Norma, Bájital, Alvajáró, Borgia Lucretia, Sevillai borbély, stb. Innen Brassóba került és bejárta Erdélyt. 1844 őszén németül játszott a nagyszebeni német színtársulatnál, ezt követően pedig Szegeden működött egy kis társulatnál. 1845-ben Komlóssynál szerepelt Kassán, egy évre rá pedig karmester lett. Ezen minőségben előbb Komáromban, Fekete színigazgatónál, később Győrben Hetényinél működött. A telet mint templomi tenorista töltötte 500 forint évi fizetéssel, melyhez szabad lakás és tűzifa is járult, de püspöke halálával az intrika kimarta jó pozíciójából, így újból visszakerült a színpadra. 1867-ben Aradi Gerőnél, majd 1868-ban Károly Lajosnál volt karmester. Ugyanez évben színigazgatói engedélyt kapott és Gyöngyösön megkezdte működését. 1873-ban Szentesen vonult nyugdíjba, 1874 októberében pedig megválasztották a székesfehérvári székesegyház orgonistájává. Egyben énektanár is volt és a tűzoltók karnagya.

## Működési adatai
1867–68: Miskolc. 
Igazgatóként: Gyöngyös; 1869: Marosvásárhely; 1870: Torda, Nagyenyed, Békéscsaba, Baja; 1871: Paks, Dunaföldvár, Szolnok, Makó, Nyitra; 1872: Galgóc, Léva, Selmec, Beszterce, Rozsnyó; Kecskemét (Völgyi Györggyel).